# Pachyiulus pluto
Pachyiulus pluto är en mångfotingart som beskrevs av Karl Wilhelm Verhoeff 1910. Pachyiulus pluto ingår i släktet Pachyiulus och familjen kejsardubbelfotingar. Inga underarter finns listade i Catalogue of Life.